# ボクは狼。
『ボクは狼。』（ボクはおおかみ。）は、優木なちによる日本の少女漫画作品。『りぼん』（集英社）2011年1月号から2012年5月号まで連載された。単行本は2018年1月現在、既刊5巻。

## あらすじ
主人公の倉本りなは幼い頃から男の子の下心が大嫌い。しかし転校生の大神くんには下心が感じられず好印象を持つが、実は彼は狼に育てられた男の子だった!!複雑な気持ちを抱くりなだったが…。

## 登場人物
倉本 りな（くらもと りな）
主人公。幼い頃から、男の子の下心が大嫌い。しかし転校生としてやって来た大神に対しては、下心が感じられず何となく気になっていたが、彼が狼に育てられたという事実を知り、最初はとまどいを隠せなかった。
それでも、純粋に自分のことを好いてくれる彼に次第に気持ちが変わっていき、ついにりなから告白、付き合う事に。誕生日7月17日。
大神 ジン（おおがみ ジン）
りなのクラスに転校してきた男の子。見た目は普通の男の子だが、実は赤ん坊の頃に父親と動物園に遊びに来ていた時に雄の狼にさらわれ、それ以来ずっと森の奥で狼に育てられていたという過去を持つ。そのため、人間社会の常識がなく、知能は幼児程度で、日本語も片言しか話せない（7歳の時に保護されて実父の手で再教育を受けたため、ある程度の言葉は話せるが、言葉の意味を理解していない事が多い）。また、本人はあくまでも7歳の時まで一緒に暮らしていた狼だけを「父親」と認識しており、実父のことは他人扱いして「ジジイ」と呼んでいる。野生児らしく人間離れした運動神経の持ち主。
りなに対しては、最初に話しかけてくれて優しく接してくれたため、好意を寄せている。好物はケンタッキーフライドチキン（本当はウサギが一番の好物らしいが、人間の社会ではウサギを食べることを禁止されている）。誕生日7月10日。
立山 圭太（たてやま けいた）
りなの幼馴染。りなのことが好きでしょっちゅうアタックしているが、「下心が見え見え」と言われ、相手にされていない。しかし本人は本気で彼女を好きらしく、他の女の子から告白されても断っていた。
りなと大神が付き合う事になり、ショックを受けるも諦めていない。

## 単行本
- 優木なち 『ボクは狼。』 集英社〈りぼんマスコットコミックス〉、既刊3巻
  1. 2011年4月15日発売 ISBN 978-4-08-867117-8
  2. 2011年9月15日発売 ISBN 978-4-08-867139-0
  3. 2012年2月15日発売 ISBN 978-4-08-867176-5